# ノトテニア亜目
ノトテニア亜目（学名：Notothenioidei）は、スズキ目に所属する魚類の分類群の一つ。英語での発音に近いノトセニア亜目と表記されることもある。またナンキョクカジカ亜目とも呼ばれる。8科46属で構成され、日本で輸入食用魚として知られるマジェランアイナメ（メロ）・ライギョダマシなど153種が記載される。寒冷な海での生活に適応した一群で、南極海とその周辺海域に分布する種類が多い。

## 分布・生態
ノトテニア亜目魚類のほとんどは、南極海とその周囲の寒冷な海域に分布する。主に南極大陸周辺の海底付近で生活し、この領域に分布する沿岸性魚類の大半が本亜目の仲間で占められる。ノトテニア亜目の仲間は底生生活に適応し浮き袋をもたないが、一部の種類は浮力を得る手段を身につけ、中層を遊泳して生活する。北太平洋・北大西洋の冷たい海に分布する底生魚の一群であるゲンゲ亜目（スズキ目）と形態学的共通点を有するほか、ワニギス亜目とも近縁なグループと考えられている。
極寒の海で生活する本亜目の魚類（特にコオリウオ科）の中には、血液中に不凍タンパク質と呼ばれる糖タンパク質を蓄えることで凝固点を下げ、氷点下の海水中でも生存可能となっているものがいる。これらの種類の多くは腎臓の糸球体を欠き、また血液中の赤血球やヘモグロビンをもたないこともある。

## 形態
鼻孔は左右に1対あり、1つしかもたないゲンゲ亜目との明瞭な鑑別点となっている。側線は通常2あるいは3本だが、ウシオニカジカ科では1本である。浮き袋をもたない。
背鰭の棘条は滑らかであることが多い。腹鰭は喉の位置にあり、多くのスズキ目魚類と同様に1本の棘条と5本以下の軟条で構成される。胸鰭の支持骨は3個で、4番目の支持骨はウシオニカジカ科の仔魚のみに存在し、発生過程で肩甲骨に吸収される。尾鰭の主鰭条はたいてい15本以下だが、最大で19本になる種類がある。
肋骨の発達が非常に悪く、浮遊性あるいは完全に欠く場合がある。口蓋骨の歯を欠き、ウシオニカジカ科は鋤骨の歯ももたない。

## 分類
ノトテニア亜目にはNelson（2016）の体系において8科46属153種が認められている。かつては5科のみの構成であったが、プセウダフィリティス科・ロバロ科・アゴヒゲオコゼ科の3科が新たに独立の科として扱われるようになった。本亜目内におけるそれぞれの科の系統順位は、広く受け入れられたものと考えられている。和名は岩見・川口・永延（2001）を参考。

### ウシオニカジカ科

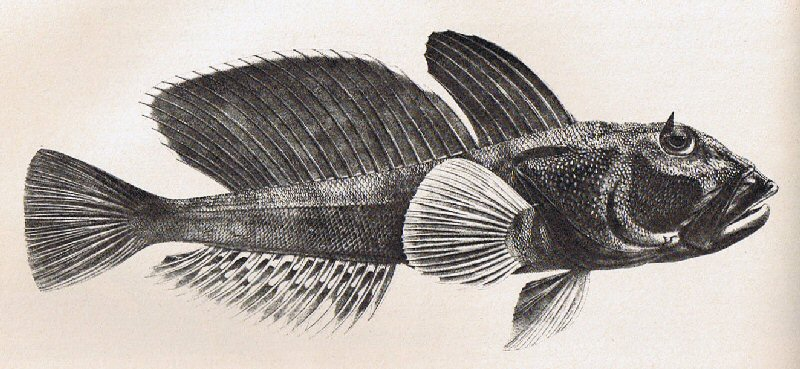
ヤコウロウム（Cottoperca gobio）

ウシオニカジカ科 Bovichtidae は3属11種からなり、オーストラリア南部やニュージーランドなど、本亜目の魚類としては比較的暖かい海域に分布する。口蓋骨と鋤骨に歯をもち、側線は1本のみであることが本科魚類の特徴である。背鰭は2つあり、第1背鰭は棘条のみで構成される。
- ウシオニカジカ属 Bovichtus
- Cottoperca 属
- Halaphritis 属

### プセウダフィリティス科
プセウダフィリティス科 Pseudaphritidae は1属2種で、かつてはウシオニカジカ科に所属していた。タスマニア島を含むオーストラリア南東部に分布し、主に沿岸近くの淡水・汽水域で生活する。
- Pseudaphritis 属

### フォークランドアイナメ科
フォークランドアイナメ科 Eleginopidae はフォークランドアイナメ Eleginops maclovinus のみ、1属1種。チリ・アルゼンチンの外洋からフエゴ諸島にかけて分布する。以前はナンキョクカジカ科に含められていた。ダイリンノトとも呼ばれる。
- Eleginops 属 - フォークランドアイナメ

### ナンキョクカジカ科

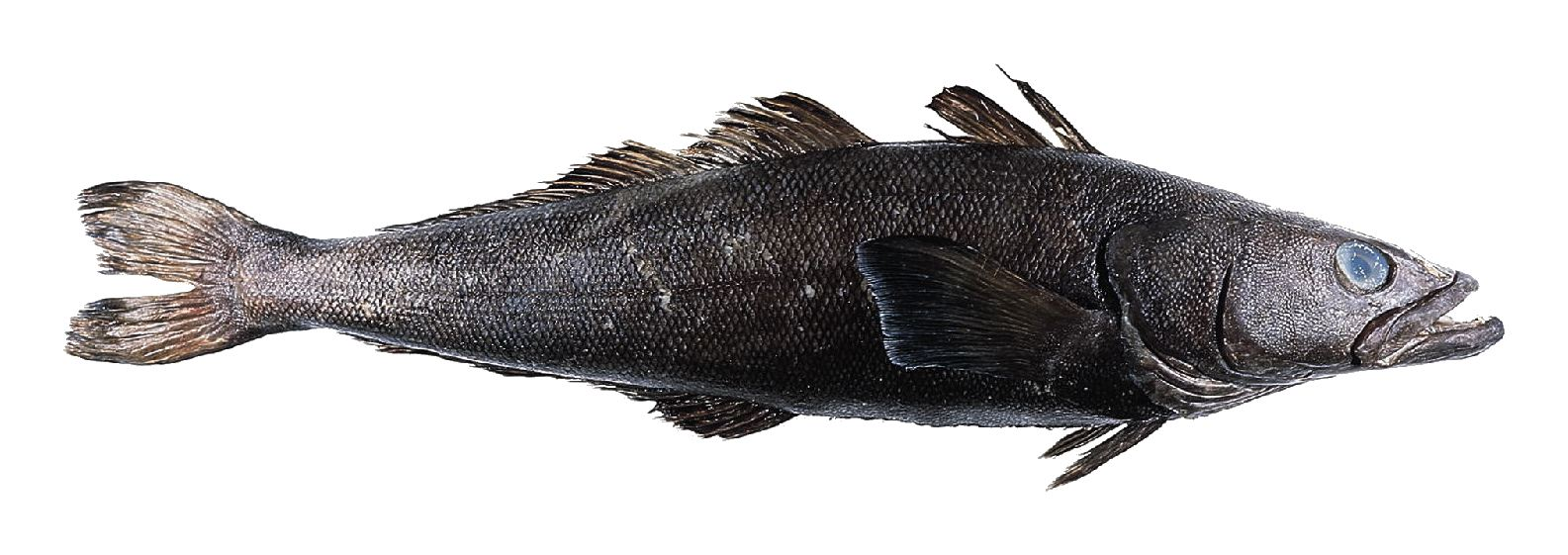
マジェランアイナメ Dissostichus eleginoides （ナンキョクカジカ科）。「メロ」とも呼ばれ、輸入食用魚として日本での需要が高い

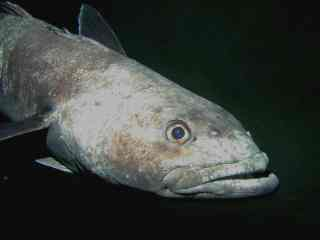
ライギョダマシ Dissostichus mawsoni （ナンキョクカジカ科）。南極海の中層を遊泳して生活する大型種

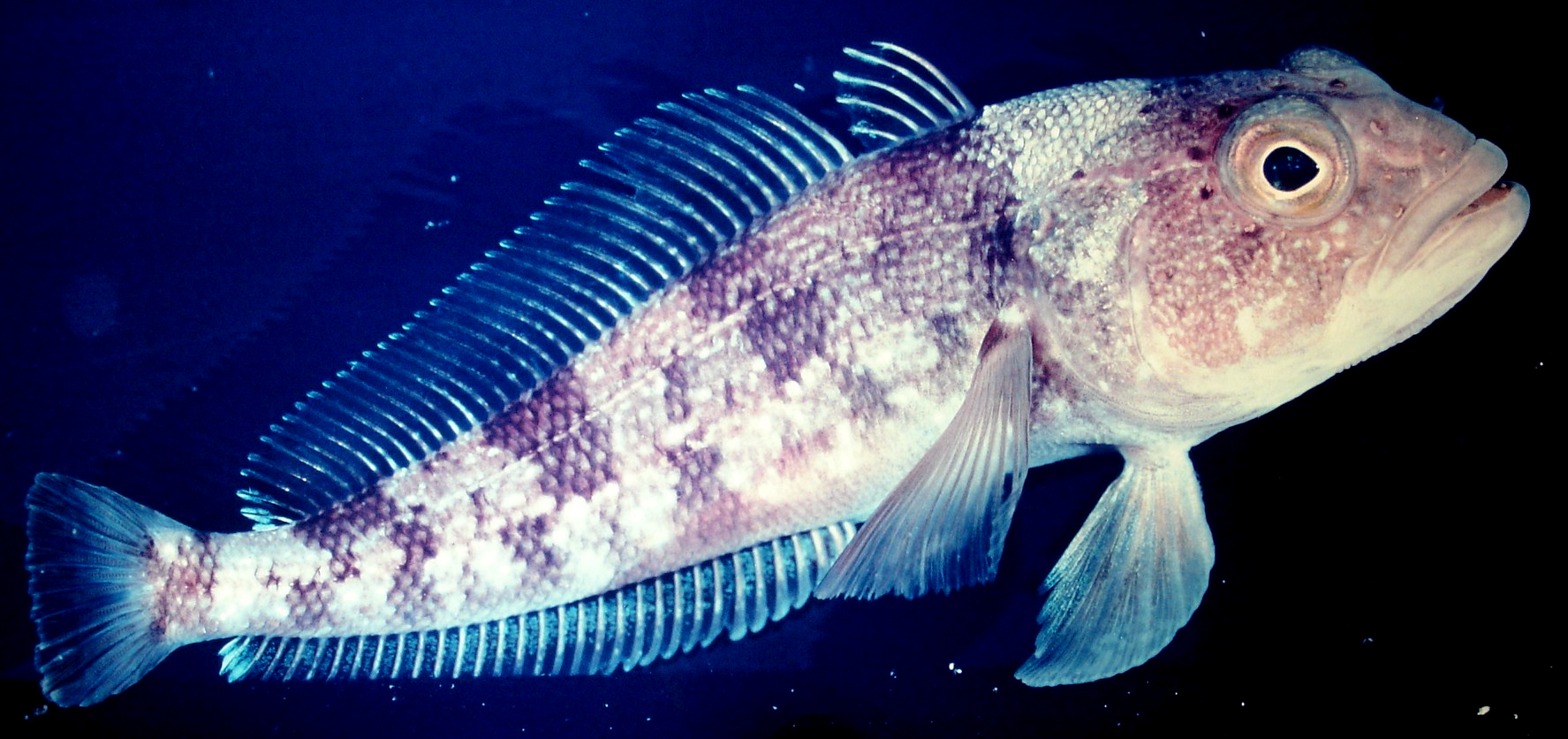
ショウワギス（Trematomus bernacchii）

ナンキョクカジカ科 Nototheniidae は14属56種からなる本亜目で最大のグループで、主に南極海の沿岸域とその周辺海域に生息する。大半は海底付近で暮らす底生魚であるが、プランクトン食性の一部の種類は中層を遊泳して生活し、海氷直下の氷点下の海で暮らすものもいる。浮き袋をもたない彼らは、体内に多量の脂肪を蓄え、骨格成分中のカルシウムを減らすことで遊泳生活に必要な浮力を得ている。
体は鱗で覆われる。背鰭は2つで、第1背鰭は3-11本の棘条のみで構成される。側線は1-3本。
- Aethotaxis 属
- Cryothenia 属
- ライギョダマシ属 Dissostichus
- Gabionotothen 属
- Gvozdarus 属
- Lepidonotothen 属
- Lindbergichthys 属
- Notothenia 属
- Nototheniops 属
- Pagothenia 属
- Paranotothenia 属
- Patagonotothen 属
- Pleuragramma 属
- Trematomus 属

### ハルパギフェル科
ハルパギフェル科 Harpagiferidae は1属11種。南極海とその周辺海域に分布する。体には鱗がない。背鰭は2つで、第1背鰭を構成する棘条は1-7本で軟らかい。主鰓蓋骨と下鰓蓋骨に大きな棘をもつ。顎ヒゲをもたず、下尾骨は3つである。
- Harpagifer 属

### アゴヒゲオコゼ科
アゴヒゲオコゼ科 Artedidraconidae は4属30種からなる。南極海の深海に生息する。体には鱗がなく、第1背鰭は7本以下の柔軟な棘条からなるなど、ハルパギフェル科と類似した特徴をもつ。かつてはハルパギフェル科の亜科として記載されていたが、本科魚類は顎ヒゲをもち、下尾骨は4-5個であるなどの形質から、現在では独立の科として認められている。
- Artedidraco 属
- Dolloidraco 属
- Histiodraco 属
- Pogonophryne 属

### カモグチウオ科

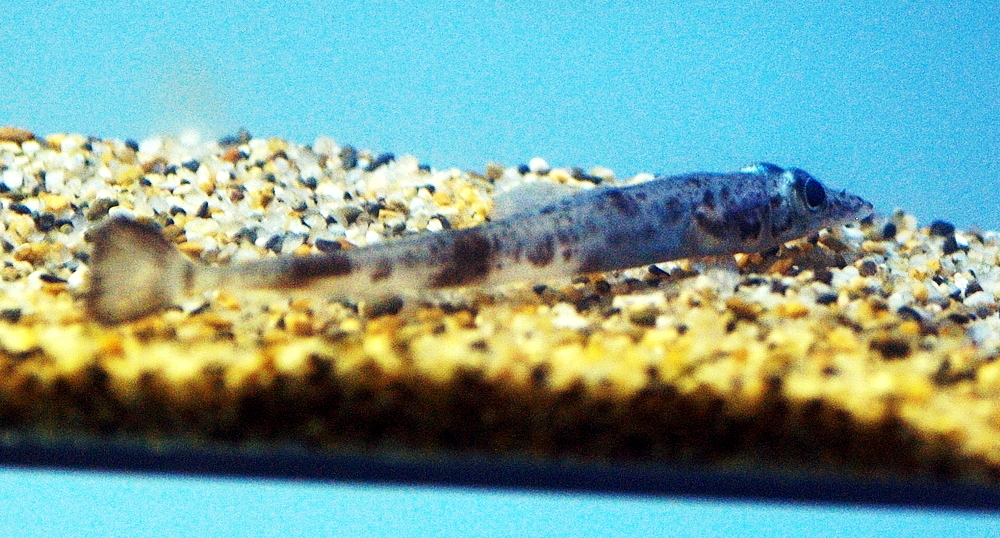
カモグチウオ科の1種（Bathydraco marri）。ディープウォータードラゴンと呼ばれる種類

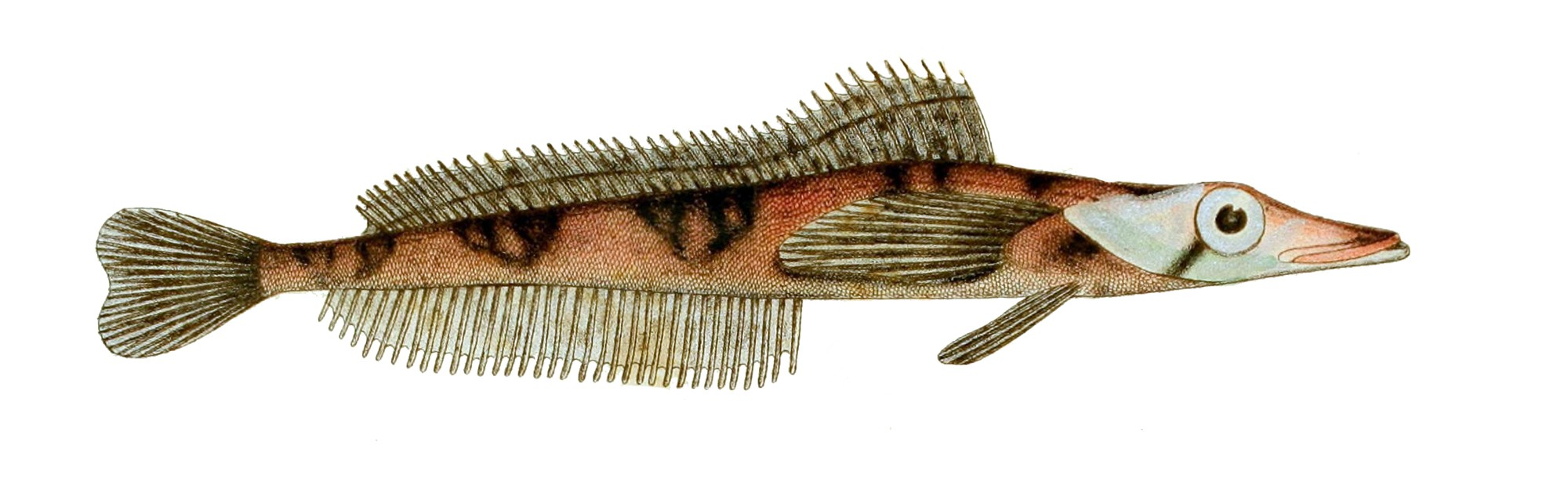
ホソカモグチウオ（Gerlachea australis）

カモグチウオ科 Bathydraconidae は11属17種からなり、すべて南極海に分布する。他の科とは異なり、口を前に突き出すことができない。背鰭は1つしかなく、すべて軟条で構成されることが最大の特徴である。
- Acanthodraco 属
- Akarotaxis 属
- Bathydraco 属
- Cygnodraco 属
- Gerlachea 属
- Gymnodraco 属
- Parachaenichthys 属
- Prionodraco 属
- Psilodraco 属
- Racovitzia 属
- Vomeridens 属

### コオリウオ科

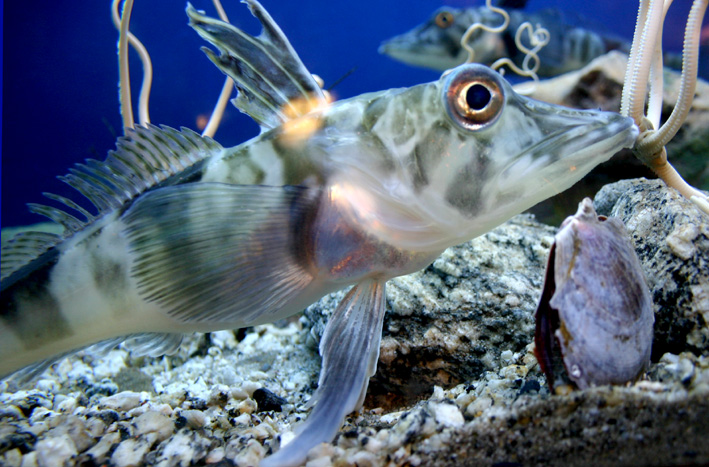
コオリウオ科の1種（Chionodraco hamatus）。本種は長く伸びた腹鰭を使って海底で身を起こし、獲物を待つ姿が観察されている

コオリウオ科 Channichthyidae は11属25種を含み、南極海と周辺海域に分布する。カモグチウオ科と同様、口を前に突き出すことができない。口先は長く伸び、縦につぶれてヘラのようになっている。背鰭は2つで、第1背鰭は棘条のみ。腹鰭は幅広く、際立って大きい。
低水温への適応が著しいグループである。ほぼすべての種類で赤血球を欠いており、血液は無色透明となっている。血液には糖タンパク質が多量に含まれており、凝固点を下げる不凍液の役割を果たしている。筋肉中のミオグロビンもない。酸素の取り込みは通常よりも多量の血液（血管は太く、心臓も肥大化している）と皮膚呼吸によってまかなわれており、本科魚類は酸素が豊富な極低温の海水以外では生存できないと考えられている。
- Chaenocephalus 属
- Chaenodraco 属
- Champsocephalus 属
- Channichthys 属
- Chionobathyscus 属
- Chionodraco 属
- Cryodraco 属
- Dacodraco 属
- Neopagetopsis 属
- Pagetopsis 属
- Pseudochaenichthys 属